# FreeType
FreeType ist eine freie Programmbibliothek für das Zeichnen von Text. Je nach Größe und Auflösung werden die Schriftzeichen mit einer unterschiedlichen Menge von Pixeln gefüllt.
Derzeit werden unter anderem die folgenden Vektorfont-Formate unterstützt: TrueType, OpenType, PostScript-Type 1 und -Type 2 (CFF), PostScript CID-keyed Fonts. Zusätzlich können BDF-, PCF- und Windows-Bitmap-Schriften dargestellt werden.
Freetype ist ein Open-Source-Projekt, das unter GNU General Public License (GPL) oder der FreeType License (ähnlich der BSD-Lizenz) in beliebige Anwendungsprogramme eingebunden werden kann. Die Bibliothek kann daher auch für die Entwicklung proprietärer Software verwendet werden und ist neben dem Einsatz als Desktop-Software auch im Bereich der Computerspiele weit verbreitet. Sie ist leicht portierbar und derzeit die Standardlösung, um True- und OpenType-Schriften unter Linux darzustellen.

## Geschichte
David Turner begann im Winter 1995 an FreeType zu arbeiten, da sein damaliges Betriebssystem OS/2 keine Unterstützung für TrueType bot. Nach der Veröffentlichung seines ersten Pascal-Codes stieß unter anderem Werner Lemberg zum Projekt, der nach wie vor eine wichtige Rolle spielt.
Version 1 von FreeType brachte Unterstützung für TrueType-Schriften auf vielen Plattformen. In Version 2 kam Unterstützung für weitere Schriftartenformate hinzu. Weiter kann FreeType 2 Hints zur Verbesserung der Darstellung bei niedrigen Auflösungen automatisch erzeugen und ist nicht auf die Angaben in der Schriftartendatei angewiesen, wodurch sich die Darstellung von Zeichensätzen verbessert, die solche Hinweise nicht mitliefern. Da das Standardverfahren für das Hinting von Patenten der Firma Apple betroffen war, die am 9. Oktober 2009 ausgelaufen sind, konnten damit auch potenzielle Patentverletzungen umgangen werden. Andererseits kann es die Darstellung verschlechtern, wenn es statt handoptimierter mitgelieferter Hints eingesetzt wird. Da es ursprünglich nur auf westliche Schriftsysteme ausgelegt war, funktionierte es mit anderen teils schlecht oder gar nicht. Daher wurde hier oft die Aktivierung der patentierten Technik vorgezogen. Auch die freien Linux-Distributionen Debian und Ubuntu hatten als Vorgabe FreeType mit dem Hint-Interpreter an Bord, obwohl er patentbelastet war.
2007 wurde im Rahmen der Freigabe der Java-Technologie als freie Software die unfreie Schriftenrasterungskomponente des JDK in OpenJDK durch FreeType ersetzt.